# Gnophos püngeleri
Gnophos püngeleri là một loài bướm đêm trong họ Geometridae.